# Yapatera (Sullana)
Yapatera es un caserío peruano ubicado en el distrito de Lancones, perteneciente a la provincia de Sullana del departamento de Piura, al norte del Perú. 

## Ubicación
Yapatera se ubica al noreste de la provincia de Sullana, en el distrito de Lancones, en el departamento de Piura.

## Demografía
En 2017 Yapatera tenía una población de 65 habitantes.
| Gráfica de evolución demográfica de Yapatera entre 1993 y 2017 |
|                                                                |
| Fuentes: Población 1993 y 2017                                 |